# 篠田歩
篠田 歩（しのだ あゆむ、1979年12月14日 - ）は、日本の元男子バレーボール選手、現指導者。

## 来歴
千葉県我孫子市出身。布佐中学1年よりバレーボールを始める。全日本ユース代表、ジュニア代表を経験し、筑波大学を経て、2002年に東レアローズに入団。2004年全日本代表に選出され、ワールドリーグに出場した。2005年6月より東レの主将を務めた。
2014年の第63回黒鷲旗大会をもって現役引退。同年6月よりコーチに就任した。
コーチ就任1年目の2014年12月、チーム所属選手が窃盗容疑で逮捕されたことを受けて監督の小林敦が責任を取る形で活動停止になったため、監督代行を務めることとなった。チームは7位に低迷し入替戦で辛うじて残留となった。2015/16シーズンより小林が監督に復帰し篠田もコーチに復帰。
2019年6月、小林から引き継ぐ形で監督に就任。
2024年4月4日、第72回黒鷲旗全日本男女選抜バレーボール大会をもって監督を退任すると発表された。監督退任後はシニアマネージャーとして引き続き東レアローズに携わる。

## 人物
- 2010年にお笑いタレントの北陽・伊藤さおりと結婚。2014年には第一子が誕生した[7]。

## 球歴
- 全日本代表 - 2004年、2010年、2012年
  - ワールドリーグ - 2004年

## 受賞歴
- 2008年 - 2007-08 Vプレミアリーグ 敢闘賞
- 2009年 - 第58回黒鷲旗全日本バレーボール選手権大会 敢闘賞、ベスト6
- 2013年 - Vリーグ栄誉賞

## 所属チーム
- 土浦日大高校
- 筑波大学
- 東レアローズ（2002-2014年）